# Tom Blyth
Tom Keir Blyth (Birmingham, West Midlands, 2 de febrero de 1995) es un actor británico. Sus películas incluyen Scott and Sid (2018), Benediction (2021) y Los juegos del hambre: balada de pájaros cantores y serpientes, interpretando al joven Coriolanus Snow (2023). En televisión, interpretó al personaje principal de la serie de Epix Billy the Kid (2022).

## Primeros años
Blyth nació en Birmingham, West Midlands, y creció en Woodthorpe, un suburbio de Nottingham. Es hijo del productor Gavin Blyth, quien murió cuando Tom tenía 15 años. Blyth asistió a la Arnold Hill Academy y la Bilborough College. También pasó un tiempo creciendo en North Yorkshire, asistiendo a la escuela primaria en Tockwith. Su madre Charlotte, consejera profesional, lo inscribió en clases de teatro en el Television Workshop. También formó parte del National Youth Theatre. Continuó estudiando en la Escuela Juilliard en la ciudad de Nueva York, como había sido su sueño, y se graduó en 2020.

## Carrera
Blyth comenzó su carrera con pequeños papeles secundarios en las películas de 2010 Robin Hood y Pelican Blood. En 2018, protagonizó junto a Richard Mason la película sobre la mayoría de edad Scott and Sid. Al graduarse de Juilliard, Blyth fue elegido para interpretar a Glen Byam Shaw en la película dramática biográfica Benediction, dirigida por Terence Davies, que se estrenó al año siguiente.
En 2022, Blyth tuvo un papel invitado en la serie de HBO The Gilded Age y comenzó a interpretar al personaje principal de la serie de Epix Billy the Kid. Sus próximos papeles cinematográficos incluyen la comedia Discussion Materials, adaptada de las memorias del mismo nombre de Bill Keenan, y Los juegos del hambre: balada de pájaros cantores y serpientes, precuela de Los juegos del hambre.

## Filmografía

### Cine
| Año  | Título                                                         | Papel                   | Notas        |
| ---- | -------------------------------------------------------------- | ----------------------- | ------------ |
| 2010 | Robin Hood                                                     | Niño salvaje            |              |
| 2010 | Pelican Blood                                                  | Nikko joven             |              |
| 2014 | Fibs                                                           | Will                    | Cortometraje |
| 2015 | Fluffy                                                         | Payaso                  | Cortometraje |
| 2016 | Wash Club                                                      | Doug                    | Cortometraje |
| 2018 | Scott and Sid                                                  | Sid                     |              |
| 2021 | Benediction                                                    | Glen Byam Shaw          |              |
| 2023 | Los juegos del hambre: balada de pájaros cantores y serpientes | Coriolanus "Coryo" Snow |              |
| TBA  | Discussion Materials                                           | Bobby                   |              |

### Televisión
| Año  | Título         | Papel                                 | Notas                 |
| ---- | -------------- | ------------------------------------- | --------------------- |
| 2018 | Rise           | Fred Perry                            | Corto para televisión |
| 2022 | The Gilded Age | Episodio: "Charity Has Two Functions" |                       |
| 2022 | Billy the Kid  | William H. Bonney / Billy             | Protagonista          |